# استوان پلتیکوسیچ
استوان پلتیکوسیچ (سیریلیک صربی: Стеван Плетикосић؛ زادهٔ ۱۴ مارس ۱۹۷۲) تیرانداز اهل صربستان است.
وی در مسابقات کشوری و بین‌المللی در مجموع برندهٔ ۱ مدال طلا، ۵ مدال نقره، ۱ مدال برنز شده است.